# The Devil All the Time
The Devil All the Time is een Amerikaanse psychologische thriller uit 2020, geregisseerd door Antonio Campos. Voor het scenario, dat hij samen met zijn broer Paulo Campos schreef, baseerde hij zich op de gelijknamige roman uit 2011 van Donald Ray Pollock, die ook de voice-over insprak voor de film.
De hoofdrollen in deze ensemblefilm worden vertolkt door Bill Skarsgård, Tom Holland, Haley Bennett, Sebastian Stan, Riley Keough, Jason Clarke, Harry Melling, Eliza Scanlen, Robert Pattinson en Mia Wasikowska.

## Verhaal
The Devil All the Time is een raamvertelling over schuld, boete en religie, geplaatst in het Amerikaanse Midden-Westen van de Tweede Wereldoorlog tot de jaren 60. De lotsbestemmingen van verschillende personages worden verknoopt met elkaar: een predikant die zijn echtgenote vermoordt om te kijken of hij haar met de hulp van God opnieuw tot leven kan wekken; een dominee die minderjarige schoolmeisjes verleidt; een seriemoordenaar die zijn echtgenote gebruikt om slachtoffers te lokken en hun doodsstrijd vervolgens fotografeert; een corrupte sheriff.

Some people are just born to be buried.
— sheriff Lee Bodecker

## Rolverdeling
| Acteur             | Personage            |
| ------------------ | -------------------- |
| Donald Ray Pollock | verteller            |
| Bill Skarsgård     | Willard Russell      |
| Tom Holland        | Arvin Eugene Russell |
| Haley Bennett      | Charlotte Russell    |
| Sebastian Stan     | Lee Bodecker         |
| Riley Keough       | Sandy Henderson      |
| Jason Clarke       | Carl Henderson       |
| Harry Melling      | Roy Laferty          |
| Eliza Scanlen      | Lenora Laferty       |
| Robert Pattinson   | Preston Teagardin    |
| Mia Wasikowska     | Helen Hatton Laferty |

## Productie
Netflix kondigde The Devil All the Time aan in september 2018 met Tom Holland, Robert Pattinson, Chris Evans en Mia Wasikowska in de hoofdrollen. Antonio Campos zou de film schrijven en regisseren. Begin 2019 voegden Bill Skarsgård en Eliza Scanlen zich bij de cast. Later besloot Evans zich terug te trekken, waarna Sebastian Stan hem verving. Ook Jason Clarke, Haley Bennett en Riley Keough kwamen toen aan boord.

## Release
The Devil All the Time werd op 16 september 2020 uitgebracht via de streamingdienst van Netflix in België en Nederland.

## Trivia
- Het verhaal speelt zich af in het Amerikaanse Midden-Westen – Ohio en buurstaat West Virginia –, maar de filmopnames vonden plaats in het zuidelijke Alabama.[5]